# Dreiband-Weltmeisterschaft 1989
Die Dreiband-Weltmeisterschaft 1989 war die 44. Auflage der Dreiband-Weltmeisterschaft, die seit 1928 in der Billard-Karambolagevariante Dreiband ausgetragen wird. 

## Modus
1989 fand sie in Form von fünf Weltcup-Turnieren statt. Es waren die Weltcups in
1. Deurne (Belgien) 10.–12. November
2. Berlin (Deutschland) 24.–26. November
3. Palma (Spanien) 1.–3. Dezember
4. Las Vegas (U.S.A.) 10.–12. Dezember
5. und das Finale in Yokohama (Japan) am 14.–16. Dezember.

In dieser Saison fand zum ersten Mal ein internationales Dreiband-Turnier in Yokohama statt. Der Franzose Richard Bitalis gewann das einzige Weltcup-Turnier seiner Karriere.
An allen Turnieren nahmen insgesamt 31 Billardsportler teil. Es wurde auf 3 Gewinnsätze zu je 15 Punkte gespielt.
Es wurden für die Turniere Weltranglistenpunkte vergeben (siehe Punkteschlüssel). Der Beste aus allen Turnieren war der neue Weltmeister. Weltmeister wurde der Belgier Ludo Dielis mit insgesamt 180 Weltranglistenpunkten.

## Punkteschlüssel
| Platz | Punkte |
| ----- | ------ |
| 1.    | 60     |
| 2.    | 45     |
| 3.    | 30     |
| 4.    | 24     |
| 5.    | 21     |
| 6.    | 18     |
| 7.    | 15     |
| 8.    | 12     |

## Ergebnisse
| Ergebnisse Einzelturniere | Ergebnisse Einzelturniere | Ergebnisse Einzelturniere | Ergebnisse Einzelturniere | Ergebnisse Einzelturniere | Ergebnisse Einzelturniere | Ergebnisse Einzelturniere | Ergebnisse Einzelturniere |
| Jahr                      | Ort                       | Sieger                    | GD                        | Platz 2                   | GD                        | Platz 3                   | GD                        |
| ------------------------- | ------------------------- | ------------------------- | ------------------------- | ------------------------- | ------------------------- | ------------------------- | ------------------------- |
| 1989/1                    | Deurne                    | Richard Bitalis           | 1,311                     | Ludo Dielis               | 1,406                     | Rini van Bracht           | 1,238                     |
| 1989/2                    | Berlin                    | Ludo Dielis               | 1,466                     | Nobuaki Kobayashi         | 1,311                     | Yoshihiko Mano            | 1,170                     |
| 1989/3                    | Palma                     | Raymond Ceulemans         | 1,280                     | Torbjörn Blomdahl         | 1,275                     | Ludo Dielis               | 1,352                     |
| 1989/4                    | Las Vegas                 | Torbjörn Blomdahl         | 1,558                     | Junichi Komori            | 0,971                     | Raymond Ceulemans         | 1,406                     |
| 1989/5                    | Yokohama                  | Torbjörn Blomdahl         | 1,406                     | Ludo Dielis               | 1,310                     | Junichi Komori            | 1,342                     |

| Endstand Weltmeisterschaft 1989 | Endstand Weltmeisterschaft 1989 | Endstand Weltmeisterschaft 1989 | Endstand Weltmeisterschaft 1989 | Endstand Weltmeisterschaft 1989 | Endstand Weltmeisterschaft 1989 | Endstand Weltmeisterschaft 1989 | Endstand Weltmeisterschaft 1989 | Endstand Weltmeisterschaft 1989 | Endstand Weltmeisterschaft 1989 |
| Jahr                            | Gold                            | Punkte                          | GD                              | Silber                          | Punkte                          | GD                              | Bronze                          | Punkte                          | GD                              |
| ------------------------------- | ------------------------------- | ------------------------------- | ------------------------------- | ------------------------------- | ------------------------------- | ------------------------------- | ------------------------------- | ------------------------------- | ------------------------------- |
| 1989                            | Ludo Dielis                     | 0180                            | 1,342                           | Torbjörn Blomdahl               | 0165                            | 1,389                           | Raymond Ceulemans               | 0111                            | 1,321                           |